# Religionsfreiheit in Afghanistan
Von Religionsfreiheit in Afghanistan kann kaum noch gesprochen werden. Für Apostasie droht die Todesstrafe.
In der Vergangenheit lebten auch kleine Gemeinschaften von Hindus, Sikhs, Juden und Christen im Land. Die meisten Mitglieder dieser Gemeinschaften sind jedoch ausgewandert, geflohen oder vertrieben worden. Selbst auf ihrem Höhepunkt machten diese nichtmuslimischen Minderheiten nur ein Prozent der Bevölkerung aus. Fast alle Mitglieder der kleinen Hindu- und Sikh-Bevölkerung des Landes, die einst etwa 50.000 Menschen zählte, sind ins Ausland ausgewandert oder haben dort Zuflucht gesucht. Nicht-Muslime wie Hindus und Sikhs zählen nur noch zu Hunderten und arbeiten oft als Händler. Die wenigen Christen und Juden, die im Land leben, sind hauptsächlich Ausländer, die im Land sind, um im Auftrag ausländischer Nichtregierungsorganisationen (NRO) Hilfsarbeit zu leisten.

## Religionsfreiheit nach 2021
2021 haben die Taliban die Macht wieder übernommen. In einem Bericht aus dem Jahr 2022 hieß es, das Land sei ein islamisches Emirat, dessen Gesetze und Regierungsführung mit der Scharia vereinbar sein müssten. Sikhs, Hindus, Christen und andere nicht-muslimische Minderheiten berichteten von anhaltenden Schikanen durch Muslime. Bahá'í und Christen lebten weiterhin in ständiger Angst, bloßgestellt zu werden.
Im Jahr 2022 bewertete Freedom House die Religionsfreiheit Afghanistans mit 1 von 4 Punkten.
Im Jahr 2023 wurde berichtet, dass die Verstöße gegen Minderheiten nach September 2021 zugenommen haben. Insbesondere religiöse, konfessionelle und ethnische Minderheiten, darunter schiitische Hazara und Ahmadis, waren in Nachbarländer wie Iran und Pakistan geflohen.

## Verfassung (seit 2021 de facto außer Kraft)
Die Verfassung der Islamischen Republik Afghanistan ist vom 23. Januar 2004 datiert und ihre ersten drei Artikel dekretieren:
1. Afghanistan soll eine islamische Republik sein, ein unabhängiger, einheitlicher und unteilbarer Staat.
2. Die heilige Religion des Islam soll die Religion der Islamischen Republik Afghanistan sein. Anhänger anderer Glaubensrichtungen müssen bei der Ausübung und Wahrnehmung ihrer religiösen Rechte „im Rahmen des Gesetzes“ frei sein.
3. Kein Gesetz verstößt gegen die Grundsätze und Bestimmungen der heiligen Religion des Islam in Afghanistan.[1]

Artikel sieben der Verfassung verpflichtet den Staat, die Allgemeine Erklärung der Menschenrechte (UDHR) und andere internationale Verträge und Konventionen, an denen das Land beteiligt ist, einzuhalten. Die Artikel 18 und 19 der UDHR erklären zusammengenommen, dass es ein universelles Menschenrecht sei, die Religion zu wechseln.

## Geschichte bis 2001
Die Taliban verlangten einzig ihre Auslegung des islamischen Rechts anzuerkennen und richteten ein „Ministerium für die Förderung der Tugend und die Verhinderung von Lasterhaftigkeit“ zum Zwecke der Durchsetzung ein. Eine der Aufgaben des Ministeriums bestand darin, eine „Religionspolizei“ zu betreiben, die Erlasse zu Kleiderordnung, Beschäftigung, Zugang zu medizinischer Versorgung, Verhalten, religiöser Praxis und Meinungsäußerung durchsetze. Personen, bei denen ein Verstoß gegen ein Edikt festgestellt wurde, wurden häufig vor Ort bestraft, darunter mit Schlägen sowie Inhaftierung.
Die Taliban verfolgten Angehörige anderer islamischer Richtungen sowie Nichtmuslime. Traditionell war der sunnitische Islam der hanafitischen Rechtsschule die dominierende Form des Islam in Afghanistan. Diese Rechtsschule zählt die Taliban zu ihren Anhängern. Die Deoband Madrassa (religiöse Schule) in der Nähe von Delhi, Indien, ist seit ungefähr 200 Jahren eine Einflussquelle für diese Sunniten. Der größte Teil der Taliban-Führung nahm an von Deobandi beeinflussten Seminaren in Pakistan teil. Die Deoband-Schule hat lange versucht, den Islam zu „reinigen“, indem sie angeblich unislamische Zuwächse zum Glauben verwarf und die im Koran und im Hadith etablierten Modelle erneut betonte. Deobandi-Gelehrte haben sich oft dem widersetzt, was sie als westliche Einflüsse wahrnehmen. Ein Großteil der Bevölkerung hält am von Deobandi beeinflussten Hanafi-Islam fest, aber eine beträchtliche Minderheit hält an einem mystischen Islamverständnis, das als Sufismus bekannt ist, fest. Der Sufismus konzentriert sich auf Orden oder Bruderschaften, die charismatischen religiösen Führern folgen.
Die Schiiten gehörten unter den Taliban zu den wirtschaftlich am stärksten benachteiligten Gruppen des Landes. Eine als Hazara bekannte ethnische Gruppe gehört überwiegend zum schiitischen Islam. Es gibt auch eine kleine Anzahl von Ismailiten, die im zentralen und nördlichen Teil des Landes leben. Ismailiten sind schiitische Muslime einer Sonderrichtung, die Aga Khan als ihren spirituellen Führer betrachten.

## Meinungsfreiheit, auch in religiösen Angelegenheiten
Im März 2015 wurde eine 27-jährige afghanische Frau von einem Mob in Kabul wegen der falscher Anschuldigung, ein Exemplar des Korans verbrannt zu haben, ermordet. Nachdem man sie geschlagen und getreten hatte, warf der Mob sie über eine Brücke, setzte ihren Körper in Brand und warf ihn in den Fluss.
Die Taliban untersagten die freie Meinungsäußerung zu religiösen Themen oder Diskussionen, die orthodoxe sunnitisch-muslimische Ansichten in Frage stellen. Die Veröffentlichung und Verbreitung von Literatur jeglicher Art, einschließlich religiösen Materials, war selten. 1998 wurden Fernsehgeräte, Videokassettenrekorder, Videokassetten, Audiokassetten und Satellitenschüsseln verboten, um das Verbot durchzusetzen. Spätere Berichte zeigten jedoch, dass viele Personen in städtischen Gebieten des Landes trotz des Verbots weiterhin solche elektronischen Geräte besaßen. Die Taliban verbieten weiterhin Musik, Filme und Fernsehen aus religiösen Gründen in Gebieten, in denen sie die Macht ausüben.

## Freiheit zu missionieren
Eine kleine Anzahl ausländischer christlicher Gruppen durfte im Land humanitäre Hilfe leisten; Die Taliban untersagten ihnen jedoch die Missionierung. In einem Dekret vom Juni 2001 wurde festgelegt, dass die Missionierung durch Nicht-Muslime bei Ausländern mit Tod oder Abschiebung geahndet werden kann. Taliban-Beamte erklärten später, dass das Dekret nur eine Richtlinie sei.
Am 3. August 2001 wurden Dayna Curry und Heather Mercer von den Taliban zusammen mit 22 anderen wegen ihrer Arbeit bei Shelter Now, einer in Deutschland ansässigen christlichen Hilfsorganisation, festgenommen. Die Taliban beschlagnahmten auch Bibeln, Videos und Tonbänder von Mitgliedern der Gruppe. Die Organisationsmitarbeiter wurden wegen Verstoßes gegen das Missionsverbot der Taliban angeklagt. Am 15. November 2001 wurden Dayna Curry und Heather Mercer von den Streitkräften der Operation Enduring Freedom befreit, nachdem die Taliban aus Kabul geflohen waren.

## Religiöse Diskriminierung

### Diskriminierung von Nicht-Muslimen
Laut Human Rights Watch (HRW) erließen die Taliban im September 1998 Dekrete, die es Nicht-Muslimen untersagten, Kultstätten zu errichten, ihnen jedoch erlaubten, an bestehenden heiligen Stätten zu verehren, und Nicht-Muslimen untersagten, Muslime zu kritisieren Nicht-Muslime, um ihre Häuser zu identifizieren, indem sie ein gelbes Tuch auf ihre Dächer legen, verbieten Nicht-Muslimen, in derselben Residenz wie Muslime zu leben, und forderten, dass nicht-muslimische Frauen ein gelbes Kleid mit einem besonderen Zeichen tragen, damit die Muslime ihre behalten können Entfernung.
Die Verfassung schränkt die politischen Rechte der Nichtmuslime Afghanistans ein, und nur Muslime dürfen Präsident von Afghanistan werden.

### Diskriminierung von Sikhs
Im Mai 2001 erwogen die Taliban laut Nachrichtenberichten ein Edikt, wonach Sikhs Identifikationsabzeichen auf ihrer Kleidung tragen müssen. Am 23. Mai 2001 gab das Taliban-Radio bekannt, dass das Edikt von religiösen Beamten genehmigt wurde. Berichten zufolge hat Mullah Omar das Edikt jedoch nicht unterzeichnet und es wurde von den Taliban nicht umgesetzt. Die Taliban behaupteten, dass das vorgeschlagene Edikt die Sikh-Bürger vor Belästigung durch Angehörige der Religionspolizei schützen würde. Internationale Beobachter betrachteten das vorgeschlagene Edikt als Teil der Bemühungen der Taliban, nichtmuslimische Bürger zu trennen und zu isolieren und mehr Sikh-Auswanderung zu fördern. Die Reaktion der Sikh-Bürger reichte Berichten zufolge von Gleichgültigkeit bis Empörung.

### Diskriminierung von Hazara Shia Muslimens
Besonders schwerwiegend war die Unterdrückung der ethnischen Gruppe der Hazara durch die Taliban, die überwiegend aus Schiiten besteht. Obwohl der Konflikt zwischen den Hazaras und den Taliban sowohl politisch und militärisch als auch religiös war und es nicht mit Sicherheit möglich ist, festzustellen, dass die Taliban ihre Kampagne gegen die Schiiten nur aufgrund ihrer religiösen Überzeugungen, der religiösen Zugehörigkeit von, durchgeführt haben. Die Hazaras waren offenbar ein bedeutender Faktor, der zu ihrer Unterdrückung führte.
Den Taliban wurde vorgeworfen, vor allem im Norden Massenmorde an den Hazaras begangen zu haben. Es wurde behauptet, dass die Taliban während und nach der Gefangennahme von Mazar-i-Sharif im August 1998 Tausende Zivilisten und Gefangene massakrierten. Dieses Massaker richtete sich Berichten zufolge gegen ethnische Hazaras. Im September 1998 wurden ungefähr 500 Menschen getötet, als die Taliban die Kontrolle über die Stadt Bamiyan erlangten. Die Hazaras erlangten im April 1999 nach längerem Guerilla-Krieg die Kontrolle über Bamyan City zurück. Die Taliban eroberten jedoch Bamiyan im Mai 1999 zurück und töteten Berichten zufolge eine Reihe von schiitischen Bewohnern.
Im Januar 2001 berichteten mehrere NGOs, dass die Taliban mehrere hundert schiitische Zivilisten in Yakaolang im Zentrum des Landes massakriert hätten. Das Massaker ereignete sich Berichten zufolge, nachdem die Taliban das Gebiet von Oppositionskräften zurückerobert hatten. Laut von HRW befragten Zeugen haben die Taliban nach der Rückeroberung des Gebiets Opfer aus den umliegenden Dörfern zusammengetrieben und sie im Stadtzentrum mit Bajonetten erschossen oder erstochen.
Neben den Behauptungen des Völkermords gibt es Behauptungen der erzwungenen Vertreibung von ethnischen Hazaras und Tadschiken aus Gebieten, die von den Taliban kontrolliert oder erobert werden, sowie die Belästigung dieser Minderheiten in den von den Taliban kontrollierten Gebieten.

## Freiheit der Religionsausübung
Das islamische Ritualgebet war unter der ersten Talibanherrschaft von 1996 bis 2001 für alle obligatorisch, und diejenigen, die dabei erwischt wurden, zu den Gebetszeiten nicht zu beten oder das Gebet zu spät verrichteten, wurden oft mit schweren Schlägen bestraft. 1998 gab es Berichte, dass das Ministerium in Kabul Personen auf der Straße auffordern ließ, dass diese verschiedene koranische Gebete rezitieren sollten, um deren Ausmaß religiösen Wissens zu ermitteln.

## Zerstörung von Buddhastatuen
Im März 2001 zerstörten die Taliban zwei riesige vorislamische Buddhastatuen, die in Felsen in der Provinz Bamiyan gehauen wurden, mit der Begründung, Statuen seien götzendienerisch. Die Taliban zerstörten die Bamiyan-Buddhas trotz der Aufrufe der Vereinten Nationen, internationaler NGOs und der Weltgemeinschaft, einschließlich vieler muslimischer Länder, die zweitausend Jahre alten Statuen zu erhalten.